# Vidisha
Vidisha (en hindi: विदिशा ) es una localidad de la India, centro administrativo del distrito de Vidisha en el estado de Madhya Pradesh.

## Geografía
Se encuentra a una altitud de 430 m s. n. m. a 55 km al este de la capital estatal, Bhopal, en la zona horaria UTC +5:30.

## Demografía
Según estimación 2010 contaba con una población de 159 347 habitantes.

## Arqueología
A 10 km al oeste se encuentra el famoso stupa budista de Sanchi.
A 3 km al norte se encuentra la Columna de Heliodoro (83 a. C.).